# 37 STABWOUNDZ
37 STABWOUNDZ was een Nederlandse metalband met hardcore invloeden. De band bestond van 2001 tot juni 2007.
Inspiratiebronnen voor 37 STABWOUNDZ zijn onder andere Machine Head en Pantera.
37 STABWOUNDZ speelde in 2004 op Pinkpop.

## Samenstelling
37 STABWOUNDZ bestaat uit:
- Mike Scheijen (zang)
- Servé Olieslagers (gitaar, afkomstig van Born from Pain)
- Remko Tielemans (basgitaar, sinds eind 2005), de opvolger van Richard die vanaf het begin bij de band zat
- Roy Moonen (drums)

In juni 2007 maakte de groep bekend niet verder te gaan. Sommige leden gaven privé-aangelegenheden voorrang. Daardoor kon de groep geen 100% inzet meer garanderen. Het optreden tijdens Akkerpop in Meer-Hoogstraten (België) sloot zes jaar "of nothing but a great time" af.

## Discografie
- Ain't Life Grand... (2001, demo)
- Embrace Solitude (2004, onder het label Garden of Exile)
- A Heart Gone Black (2006, onder het label GSR music)